# Chevrolet Chevette
La Chevette è un'autovettura subcompact prodotta dalla Chevrolet dal 1975 al 1987.

## Storia

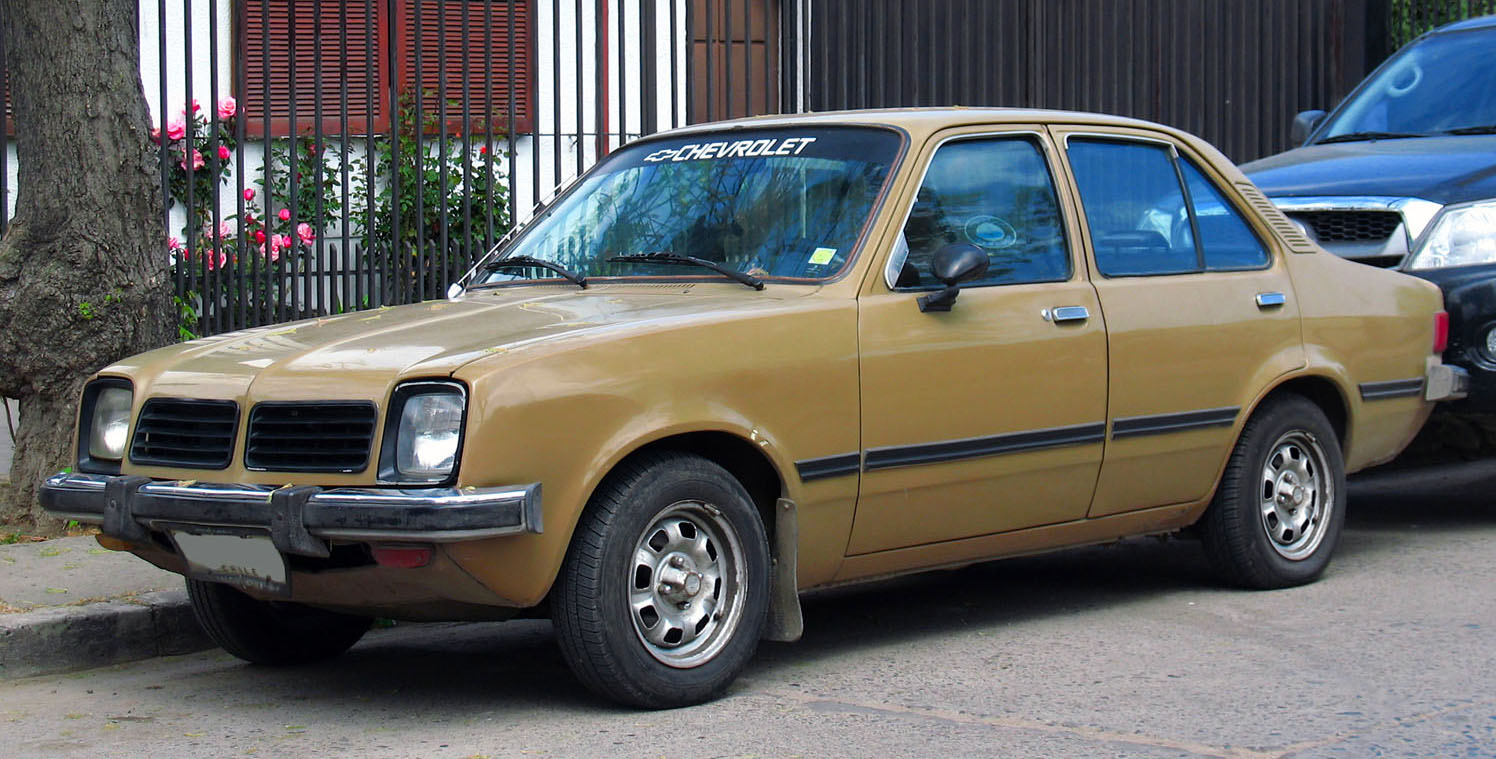
Una Chevrolet Chevette versione berlina del 1981, che è stata prodotta per il mercato brasiliano

Introdotta nel settembre del 1975, la Chevette aveva il motore montato anteriormente e la trazione posteriore. Il modello fu offerto in due versioni di carrozzeria, hatchback tre e cinque porte. Era alla base dell'offerta Chevrolet. Di Chevette ne vennero venduti più di 2,8 milioni di esemplari.
La Chevette era basata sul pianale T del gruppo General Motors. Fu offerta con tre motorizzazioni. Nello specifico, era disponibile con un motore a quattro cilindri in linea da 1,4 L, 1,6 L o 1,8 L di cilindrata. Quest'ultimo era Diesel, mentre gli altri erano a benzina. I cambi offerti erano manuale a quattro o cinque rapporti oppure automatico a tre marce.
È stata assemblata negli Stati Uniti ed in Sud America, dove è stata in commercio dal 1973 al 1998. La versione sudamericana era differente – sia esteticamente che meccanicamente - da quella statunitense.
Nel 1978, una versione tre porte e con tettuccio, fu realizzata in via sperimentale anche con motore elettrico, azionata da batterie al piombo. La vettura non fu mai prodotta in serie e mai commercializzata.